# Calne
Calne es una localidad situada en el condado de Wiltshire, en Inglaterra (Reino Unido). Según el censo de 2021, tiene una población de 19 074 habitantes.
Está ubicada al este de la región Sudoeste de Inglaterra, cerca de la frontera con la región Sudeste de Inglaterra, de la ciudad de Trowbridge —la capital del condado— y de los restos arqueológicos de Stonehenge y Avebury.